# Rhododendron crassistylum
Rhododendron crassistylum är en ljungväxtart som beskrevs av M.Y. He. Rhododendron crassistylum ingår i släktet rododendron, och familjen ljungväxter. Inga underarter finns listade i Catalogue of Life.